# 恩兴
恩兴，清朝政治人物。
恩兴曾于1887年接替姚丙吉任松江府知府一职，1896年由陈遹声接任。